# Jessica Paré
Jessica Paré (Montreal, 5 de dezembro de 1980) é uma atriz canadense.

## Biografia
Jessica nasceu no Canadá, filha de Anthony Paré, chefe do Departamento de Educação da Universidade McGill e Louise Mercier, uma tradutora. Ela cresceu em Notre-Dame-de-Grâce, subúrbio de Montreal e tem três irmãos. Paré é bilíngüe, fala inglês e francês. Seus pais eram atores, seu pai saiu em turnê com uma companhia teatral e foi professor de teatro, sua mãe atuou em produções amadoras. Quando criança, Paré ia ver o seu pai nos ensaios, assim aos poucos ela se interessou pela profissão. Paré estudou no Villa Maria, um colégio católico particular só para garotas em Montreal, e no Montreal College. Ela interpretou “Jesus" em uma produção de Godspell, e também estudou teatro no TheatreWorks. Ela apareceu em mais de meia dúzia de produções de teatro amadoras quando adolescente, incluindo um papel de “Maid Marian" em Robin Hood. Merece destaque a atuação de Jessica Paré em 2001, no filme Assunto de Meninas (Lost and Delirious), onde contracena com Piper Perabo,de Show Bar, que fala do romance de duas garotas numa escola só para moças.Este filme da diretora Léa Pool, recebeu muito boas critícas no Festival de Sundance. Em 2002, ela fez um pequeno papel como uma cantora pop no filme canadense Bollywood Hollywood de Deepa Mehta. Em agosto de 2007, casou-se com o produtor, escritor e ator, Joseph M. Smith.

## Filmografia
| Ano  | Filme                             | Papel                  |
| ---- | --------------------------------- | ---------------------- |
| 2011 | The Mountie                       | Amethyst               |
| 2010 | Peepers                           | Helen                  |
| 2010 | Hot Tub Time Machine              | Tara                   |
| 2009 | The Trotsky                       | Laura                  |
| 2009 | Suck                              | Jennifer               |
| 2009 | Jusqu'à toi                       |                        |
| 2007 | Protect and Serve                 | Hope Cook              |
| 2004 | Lives of the Saints               | Rita Amherst           |
| 2004 | Paixão à Flor da Pele             | Rebecca                |
| 2004 | See This Movie                    | Samantha Brown         |
| 2003 | The Death and Life of Nancy Eaton | Nancy Eaton            |
| 2002 | Bollywood/Hollywood               | Kimberly               |
| 2002 | Posers                            | Adria                  |
| 2001 | Assunto de Meninas                | Victoria "Tori" Moller |
| 2000 | Mundos Possíveis                  |                        |
| 2000 | En vacances                       | Carole                 |
| 2000 | Stardom                           | Tina Menzhal           |
| 1999 | Bonanno: A Godfather's Story      | Rosalie Profaci        |

## Televisão
| Ano       | Título                | Papel                                 | Notas        |
| --------- | --------------------- | ------------------------------------- | ------------ |
| 2010-2013 | Mad Men               | Megan Calvet                          | 31 episódios |
| 2007      | Life                  | Julia                                 | 1 episódio   |
| 2005-2004 | Jack & Bobby          | Courtney Benedict                     | 15 episódios |
| 2002      | Random Passage        | Annie Vincent (aos 15 anos)           |              |
| 2002      | Napoléon              | Eleanore Denuelle                     |              |
| 1999      | Big Wolf on Campus    | Tanya                                 | 1 episódio   |
| 1990      | The Baby-Sitters Club | Holly Marie Beggins Prayers for bobby |              |